# HD 217096
HD 217096，又名CD-3615650，SAO 214215、HR 8732，是一颗恒星，视星等为6.13，位于銀經6.64，銀緯-64.59，其B1900.0坐标为赤經22h 53m 1s，赤緯-36° -64.59′ 19″。